# Souvenirs et portraits

Souvenirs et portraits est un ensemble d'essais et critiques littéraires écrits par Astolphe de Custine sous forme de lettres au XIXe siècle. Sa date de parution (probablement après 1839) reste inconnue à ce jour. L'ouvrage ne fut connu du grand public qu'en 1956 lors de son édition par Pierre de Lacretelle.
Sa perspicacité et son indépendance de jugement le font remarquer dans le domaine de la critique littéraire où, bien que séduit par la poésie romantique, il réserva la plus grande place à Balzac, Stendhal, et l'une de ses dernières lettres fut pour saluer Les Fleurs du mal de Baudelaire.